# (5247) Krylov
(5247) Krylov (1982 UP6) – planetoida z pasa głównego asteroid okrążająca Słońce w ciągu 3,57 lat w średniej odległości 2,33 j.a. Odkryta 20 października 1982 roku.